# El Salitre de Copala
El Salitre de Copala är en ort i Mexiko.   Den ligger i kommunen Chinicuila och delstaten Michoacán de Ocampo, i den södra delen av landet, 500 km väster om huvudstaden Mexico City. El Salitre de Copala ligger 476 meter över havet och antalet invånare är 128.
Terrängen runt El Salitre de Copala är huvudsakligen kuperad, men söderut är den bergig. El Salitre de Copala ligger nere i en dal. Runt El Salitre de Copala är det mycket glesbefolkat, med 6 invånare per kvadratkilometer. Närmaste större samhälle är Tehuantepec, 16,1 km sydost om El Salitre de Copala. I omgivningarna runt El Salitre de Copala växer huvudsakligen savannskog.